# Pipturus schaeferi
Pipturus schaeferi är en nässelväxtart som beskrevs av Florence. Pipturus schaeferi ingår i släktet Pipturus och familjen nässelväxter. Inga underarter finns listade i Catalogue of Life.